# Lista över Sveriges län, kommuner och församlingar 1 januari 2013
Detta är en lista över Sveriges län, kommuner och församlingar den 1 januari 2013. Det fanns då 21 län, 290 kommuner och 1 426 församlingar.
Länen, kommunerna och församlingarna står i nummerordning efter länskod, kommunkod och församlingskod.
Den 1 januari 2016 ersattes Svenska kyrkans församlingar i folkbokföringssammanhang av distrikt.

## Stockholms län
- Upplands Väsby kommun
  - Eds församling
  - Hammarby församling
  - Fresta församling
- Vallentuna kommun
  - Vallentuna församling
  - Össeby församling
- Österåkers kommun
  - Österåker-Östra Ryds församling
  - Ljusterö-Kulla församling
- Värmdö kommun
  - Värmdö församling
  - Djurö, Möja och Nämdö församling
  - Gustavsberg-Ingarö församling
- Järfälla kommun
  - Järfälla församling
- Ekerö kommun
  - Adelsö-Munsö församling
  - Ekerö församling
  - Lovö församling
  - Färingsö församling
- Huddinge kommun
  - Huddinge församling
  - Trångsund-Skogås församling
  - S:t Mikaels församling
  - Flemingsbergs församling
- Botkyrka kommun
  - Botkyrka församling
  - Grödinge församling
- Salems kommun
  - Salems församling
- Haninge kommun
  - Österhaninge församling
  - Dalarö-Ornö-Utö församling
  - Västerhaninge-Muskö församling
- Tyresö kommun
  - Tyresö församling
- Upplands-Bro kommun
  - Bro församling
  - Kungsängen-Västra Ryds församling
- Nykvarns kommun
  - Turinge-Taxinge församling
- Täby kommun
  - Täby församling
- Danderyds kommun
  - Danderyds församling
- Sollentuna kommun
  - Sollentuna församling
- Stockholms kommun
  - Stockholms domkyrkoförsamling
  - S:t Johannes församling
  - Adolf Fredriks församling
  - Gustav Vasa församling
  - S:t Matteus församling
  - Engelbrekts församling
  - Hedvig Eleonora församling
  - Oscars församling
  - Maria Magdalena församling
  - Högalids församling
  - Katarina församling
  - Sofia församling
  - Kungsholms församling
  - S:t Görans församling
  - Brännkyrka församling
  - Vantörs församling
  - Farsta församling
  - Bromma församling
  - Essinge församling
  - Västerleds församling
  - Vällingby församling
  - Enskede-Årsta församling
  - Skarpnäcks församling
  - Hässelby församling
  - Hägerstens församling
  - Skärholmens församling
  - Spånga-Kista församling
  - Hovförsamlingen
  - Tyska S:ta Gertruds församling
  - Finska församlingen
- Södertälje kommun
  - Södertälje församling
  - Östertälje församling
  - Enhörna församling
  - Vårdinge församling
  - Överjärna församling
  - Ytterjärna församling
  - Hölö-Mörkö församling
- Nacka kommun
  - Nacka församling
  - Saltsjöbadens församling
  - Boo församling
- Sundbybergs kommun
  - Sundbybergs församling
- Solna kommun
  - Solna församling
- Lidingö kommun
  - Lidingö församling
- Vaxholms kommun
  - Vaxholms församling
- Norrtälje kommun
  - Norrtälje-Malsta församling
  - Björkö-Arholma församling
  - Väddö församling
  - Häverö-Edebo-Singö församling
  - Edsbro-Ununge församling
  - Fasterna församling
  - Rimbo församling
  - Husby, Skederid och Rö församling
  - Gottröra församling
  - Närtuna församling
  - Lohärads församling
  - Estuna och Söderby-Karls församling
  - Roslagsbro-Vätö församling
  - Rådmansö församling
  - Frötuna församling
  - Blidö församling
  - Länna församling
  - Riala församling
- Sigtuna kommun
  - Sigtuna församling
  - Husby-Ärlinghundra församling
  - Norrsunda församling
  - Skepptuna församling
  - Valsta församling
- Nynäshamns kommun
  - Nynäshamns församling
  - Sorunda församling
  - Ösmo-Torö församling

## Uppsala län
- Håbo kommun
  - Kalmar-Yttergrans församling
  - Övergrans församling
  - Häggeby församling
  - Skoklosters församling
- Älvkarleby kommun
  - Älvkarleby-Skutskärs församling
- Knivsta kommun
  - Knivsta församling
  - Östuna församling
  - Husby-Långhundra församling
  - Lagga församling
  - Alsike församling
  - Vassunda församling
- Heby kommun
  - Västerlövsta församling
  - Huddunge församling
  - Enåkers församling
  - Vittinge församling
  - Nora församling
  - Östervåla församling
  - Harbo församling
- Tierps kommun
  - Tolfta församling
  - Vendels församling
  - Tegelsmora församling
  - Tierp-Söderfors församling
  - Västlands församling
  - Hållnäs-Österlövsta församling
- Uppsala kommun
  - Uppsala domkyrkoförsamling
  - Helga Trefaldighets församling
  - Gamla Uppsala församling
  - Vaksala församling
  - Danmark-Funbo församling
  - Hagby församling
  - Ramsta församling
  - Balingsta församling
  - Västeråkers församling
  - Dalby församling
  - Uppsala-Näs församling
  - Norra Hagunda församling
  - Bälingebygdens församling
  - Skuttunge församling
  - Tensta församling
  - Lena församling
  - Ärentuna församling
  - Björklinge församling
  - Viksta församling
  - Knutby-Bladåkers församling
  - Faringe församling
  - Almunge församling
  - Gottsunda församling
  - Stavby församling
  - Tuna församling
  - Rasbo församling
  - Rasbokils församling
- Enköpings kommun
  - Enköpings församling
  - Tillinge och Södra Åsunda församling
  - Sparrsätra-Breds församling
  - Boglösa församling
  - Veckholms församling
  - Villberga församling
  - Lagunda församling
  - Fjärdhundra församling
- Östhammars kommun
  - Frösåkers församling
  - Hökhuvuds församling
  - Öregrund-Gräsö församling
  - Alunda församling
  - Ekeby församling
  - Skäfthammars församling
  - Dannemorabygdens församling

## Södermanlands län
- Vingåkers kommun
  - Västra Vingåkers församling
  - Österåkers församling
- Gnesta kommun
  - Frustuna församling
  - Daga församling
- Nyköpings kommun
  - Nyköpings S:t Nicolai församling
  - Nyköpings Alla Helgona församling
  - Tunabergs församling
  - Kiladalens församling
  - Stigtomta-Vrena församling
  - Rönö församling
  - Tystbergabygdens församling
- Oxelösunds kommun
  - Oxelösunds församling
- Flens kommun
  - Flen, Helgesta-Hyltinge församling
  - Dunker-Lilla Malma församling
  - Mellösa församling
  - Bettna församling
- Katrineholms kommun
  - Katrineholmsbygdens församling
  - Björkviks församling
- Eskilstuna kommun
  - Eskilstuna församling
  - Torshälla församling
  - Hällby församling med Tumbo och Råby-Rekarne
  - Västra Rekarne församling
  - Näshulta församling
  - Husby-Rekarne församling
  - Stenkvista-Ärla församling
  - Kafjärdens församling
- Strängnäs kommun
  - Strängnäs domkyrkoförsamling med Aspö
  - Mariefreds församling
  - Åker-Länna församling
  - Stallarholmens församling
  - Vårfruberga-Härads församling
- Trosa kommun
  - Trosa församling

## Östergötlands län
- Ödeshögs kommun
  - Ödeshögs församling
- Ydre kommun
  - Norra Ydre församling
  - Sund-Svinhults församling
  - Västra Ryds församling
- Kinda kommun
  - Tidersrums församling
  - Kisa församling
  - Västra Eneby församling
  - Horns församling
  - Hycklinge församling
  - Rimforsa församling
- Boxholms kommun
  - Boxholms församling
- Åtvidabergs kommun
  - Åtvids församling
- Finspångs kommun
  - Finspångs församling
- Valdemarsviks kommun
  - Valdemarsviks församling
  - Ringarums församling
- Linköpings kommun
  - Linköpings domkyrkoförsamling
  - Linköpings S:t Lars församling
  - Landeryds församling
  - Slaka församling
  - Kärna församling
  - Kaga församling
  - Ledbergs församling
  - Vists församling
  - Vårdnäs församling
  - Skeda församling
  - Nykil-Gammalkils församling
  - Ulrika församling
  - Vikingstads församling
  - Vreta klosters församling
  - Åkerbo församling
  - Linköpings Berga församling
  - Linköpings Johannelunds församling
  - Linköpings Skäggetorps församling
  - Linköpings Ryds församling
  - Gottfridsbergs församling
- Norrköpings kommun
  - Norrköpings S:t Olofs församling
  - Kolmårdens församling
  - Norrköpings Borgs församling
  - Norrköpings S:t Johannes församling
  - Västra Vikbolandets församling
  - Östra Husby församling
  - Jonsbergs församling
- Söderköpings kommun
  - Söderköping S:t Anna församling
  - Östra Ryds församling
- Motala kommun
  - Motala församling
  - Västra Ny församling
  - Godegårds församling
  - Borensbergs församling
  - Klockrike församling
  - Fornåsa församling
  - Tjällmo församling
  - Aska församling (del av)
- Vadstena kommun
  - Vadstena församling
  - Dals församling
  - Aska församling (del av)
- Mjölby kommun
  - Mjölby församling
  - Skänninge församling
  - Väderstads församling
  - Västra Hargs församling
  - Östra Tollstads församling
  - Viby församling
  - Veta församling

## Jönköpings län
- Aneby kommun
  - Aneby församling
  - Askeryds församling
  - Frinnaryds församling
  - Lommaryds församling
  - Haurida-Vireda församling
- Gnosjö kommun
  - Källeryds församling
  - Åsenhöga församling
  - Kävsjö församling
  - Kulltorps församling (del av)
  - Gnosjö församling
- Mullsjö kommun
  - Mullsjö-Sandhems församling
- Habo kommun
  - Habo församling
  - Gustav Adolfs församling
  - Brandstorps församling
- Gislaveds kommun
  - Gislaveds församling
  - Våthults församling
  - Bosebo församling
  - Anderstorps församling
  - Norra Hestra församling
  - Villstads församling
  - Burseryds församling
  - Gryteryds församling
  - Södra Hestra församling
  - Ås församling
  - Kållerstads församling
  - Reftele församling
- Vaggeryds kommun
  - Byarum-Bondstorps församling
  - Tofteryds församling
  - Hagshults församling
  - Åkers församling
  - Svenarums församling
- Jönköpings kommun
  - Jönköpings Sofia-Järstorps församling
  - Jönköpings Kristina-Ljungarums församling
  - Huskvarna församling
  - Hakarps församling
  - Gränna församling
  - Norrahammars församling
  - Visingsö församling
  - Skärstad-Ölmstads församling
  - Lekeryds församling
  - Rogberga-Öggestorps församling
  - Barnarps församling
  - Ödestugu församling
  - Månsarps församling
  - Bankeryds församling
  - Norra Mo församling
- Nässjö kommun
  - Nässjö församling
  - Norra Sandsjö församling
  - Bringetofta församling
  - Norra Solberga-Flisby församling
  - Barkeryd-Forserums församling
  - Malmbäcks församling
  - Almesåkra församling
- Värnamo kommun
  - Värnamo församling
  - Bredaryds församling
  - Kulltorps församling (del av)
  - Forshedabygdens församling
  - Tånnö församling
  - Voxtorps församling
  - Gällaryds församling
  - Rydaholms församling
  - Nydala-Fryele församling
- Sävsjö kommun
  - Sävsjö församling
  - Vrigstad-Hylletofta församling
  - Hjälmseryds församling
  - Stockaryds församling
  - Hultsjö församling
- Vetlanda kommun
  - Vetlanda församling
  - Bäckseda församling
  - Näsby församling
  - Korsberga församling
  - Nye, Näshult och Stenberga församling
  - Alseda församling
  - Björkö församling
  - Nävelsjö församling
  - Lannaskede församling
- Eksjö kommun
  - Eksjö församling
  - Hässleby-Kråkshults församling
  - Ingatorp-Bellö församling
  - Hults församling
  - Edshults församling
  - Mellby församling
  - Höreda församling
- Tranås kommun
  - Säby församling
  - Adelövs församling
  - Linderås församling

## Kronobergs län
- Uppvidinge kommun
  - Åseda församling
  - Lenhovda-Herråkra församling
  - Nottebäcks församling
  - Älghults församling
- Lessebo kommun
  - Lessebo församling
  - Hovmantorps församling
  - Ekeberga församling
  - Ljuders församling
- Tingsryds kommun
  - Tingsås församling
  - Almundsryds församling
  - Älmeboda församling
  - Linneryds församling
  - Södra Sandsjö församling
  - Väckelsångs församling
  - Urshults församling
- Alvesta kommun
  - Alvesta församling
  - Moheda församling
  - Slätthögs församling
  - Mistelås församling
  - Blädinge församling
  - Vislanda församling
  - Skatelövs församling
  - Västra Torsås församling
- Älmhults kommun
  - Älmhults församling
  - Härlunda församling
  - Virestads församling
  - Stenbrohults församling
  - Göteryds församling
  - Pjätteryds församling
  - Hallaryds församling
- Markaryds kommun
  - Markaryds församling
  - Hinneryds församling
  - Traryds församling
- Växjö kommun
  - Växjö domkyrkoförsamling
  - Furuby församling
  - Sjösås församling
  - Dädesjö församling
  - Hemmesjö med Tegnaby församling
  - Östra Torsås församling
  - Nöbbele församling
  - Uråsa församling
  - Jäts församling
  - Kalvsviks församling
  - Tävelsås församling
  - Vederslöv-Dänningelanda församling
  - Öja församling
  - Bergunda församling
  - Öjaby församling
  - Gårdsby församling
  - Söraby, Tolg och Tjureda församling
  - Aneboda-Asa-Bergs församling
  - Ör-Ormesberga församling
  - Skogslyckans församling
  - Växjö Maria församling
  - Teleborgs församling
- Ljungby kommun
  - Ljungby församling
  - Agunnaryds församling
  - Ryssby församling
  - Tutaryds församling
  - Södra Ljunga församling
  - Berga församling
  - Dörarps församling
  - Vittaryds församling
  - Angelstads församling
  - Annerstads församling
  - Torpa församling
  - Vrå församling
  - Lidhults församling
  - Odensjö församling
  - Bolmsö församling
  - Tannåkers församling
  - Ljungby Maria församling

## Kalmar län
- Högsby kommun
  - Fågelfors församling
  - Högsby församling
  - Långemåla församling
  - Fagerhults församling
- Torsås kommun
  - Gullabo församling
  - Torsås församling
  - Söderåkra församling
- Mörbylånga kommun
  - Resmo-Vickleby församling
  - Mörbylånga-Kastlösa församling
  - Hulterstad-Stenåsa församling
  - Sydölands församling
  - Glömminge församling
  - Algutsrums församling
  - Torslunda församling
  - Norra Möckleby, Sandby och Gårdby församling
- Hultsfreds kommun
  - Hultsfreds församling
  - Lönneberga församling
  - Målilla med Gårdveda församling
  - Järeda församling
  - Virserums församling
  - Vena församling
  - Mörlunda-Tveta församling
- Mönsterås kommun
  - Mönsterås församling
  - Fliseryds församling
  - Ålems församling
- Emmaboda kommun
  - Emmaboda församling
  - Vissefjärda församling
  - Algutsboda församling
  - Långasjö församling
- Kalmar kommun
  - Kalmar domkyrkoförsamling
  - Förlösa-Kläckeberga församling
  - Dörby församling
  - Hossmo församling
  - Ryssby församling
  - Åby församling
  - Ljungby församling
  - Arby-Hagby församling
  - Halltorp-Voxtorps församling
  - Karlslunda-Mortorps församling
  - Kalmar S:t Johannes församling
  - Heliga Korsets församling
  - S:ta Birgitta församling
  - Två systrars församling
- Nybro kommun
  - Nybro-S:t Sigfrids församling
  - Kråksmåla församling
  - Bäckebo församling
  - Kristvalla församling
  - Madesjö församling
  - Örsjö församling
  - Oskars församling
  - Hälleberga församling
- Oskarshamns kommun
  - Oskarshamns församling
  - Misterhults församling
  - Döderhults församling
- Västerviks kommun
  - Västerviks församling
  - Törnsfalls församling
  - Gladhammar-Västrums församling
  - Ukna församling
  - Dalhems församling
  - Överums församling
  - Västra Eds församling
  - Loftahammars församling
  - Lofta församling
  - Gamleby församling
  - Odensvi församling
  - Hallingeberg-Blackstads församling
  - Hjorteds församling
- Vimmerby kommun
  - Vimmerby församling
  - Rumskulla församling
  - Pelarne församling
  - Frödinge församling
  - Locknevi församling
  - Södra Vi-Djursdala församling
  - Tuna församling
- Borgholms kommun
  - Borgholms församling
  - Föra-Alböke-Löts församling
  - Köpingsviks församling
  - Räpplinge-Högsrums församling
  - Gärdslösa, Långlöt och Runstens församling
  - Nordölands församling

## Gotlands län
- Gotlands kommun
  - Visby domkyrkoförsamling
  - Othem-Boge församling
  - Fårö församling
  - Bunge, Rute och Fleringe församling
  - Forsa församling
  - Stenkyrka församling
  - Väskinde församling
  - Gothems församling
  - Dalhems församling
  - Barlingbo församling
  - Endre församling
  - Hejdeby församling
  - Follingbo församling
  - Akebäcks församling
  - Roma församling
  - Björke församling
  - Vänge församling
  - Östergarns församling
  - Stenkumla församling
  - Vall, Hogrän och Atlingbo församling
  - Eskelhem-Tofta församling
  - Sanda, Västergarn och Mästerby församling
  - Väte församling
  - Hejde församling
  - Klinte församling
  - Fröjels församling
  - Eksta församling
  - Sproge församling
  - Garde församling
  - När-Lau församling
  - Stånga-Burs församling
  - Lojsta församling
  - Linde församling
  - Alva, Hemse och Rone församling
  - Fardhems församling
  - Gerums församling
  - Levide församling
  - Havdhems församling
  - Hoburgs församling

## Blekinge län
- Olofströms kommun
  - Jämshögs församling
  - Kyrkhults församling
- Karlskrona kommun
  - Karlskrona stadsförsamling
  - Karlskrona amiralitetsförsamling
  - Aspö församling
  - Lyckå församling
  - Kristianopels församling
  - Jämjö församling
  - Torhamns församling
  - Sturkö församling
  - Ramdala församling
  - Rödeby församling
  - Fridlevstads församling
  - Nättraby-Hasslö församling
- Ronneby kommun
  - Ronneby församling
  - Bräkne-Hoby församling
- Karlshamns kommun
  - Karlshamns församling
  - Ringamåla församling
  - Hällaryds församling
  - Åryds församling
  - Asarums församling
  - Mörrum-Elleholms församling
- Sölvesborgs kommun
  - Sölvesborgs församling
  - Gammalstorp-Ysane församling
  - Mjällby församling

## Skåne län
- Svalövs kommun
  - Svalövsbygdens församling
  - Kågeröd-Röstånga församling
  - Billeberga-Sireköpinge församling
  - Teckomatorps församling
- Staffanstorps kommun
  - Uppåkra församling
  - S:t Staffans församling
- Burlövs kommun
  - Burlövs församling
- Vellinge kommun
  - Vellinge-Månstorps församling
  - Skanör-Falsterbo församling
  - Höllvikens församling
- Östra Göinge kommun
  - Knislinge-Gryts församling
  - Kviinge församling
  - Hjärsås församling
  - Emmislövs församling
  - Östra Broby församling
  - Glimåkra församling
- Örkelljunga kommun
  - Örkelljunga församling
  - Rya församling
  - Skånes-Fagerhults församling
- Bjuvs kommun
  - Bjuvs församling
  - Ekeby församling
- Kävlinge kommun
  - Kävlinge församling
  - Dagstorps församling
  - Västra Karaby församling
  - Lackalänga-Stävie församling
  - Hofterups församling
  - Löddebygdens församling
- Lomma kommun
  - Lomma församling
  - Bjärreds församling
- Svedala kommun
  - Svedala församling
  - Värby församling
- Skurups kommun
  - Skurups församling
  - Skivarps församling
  - Villie församling
- Sjöbo kommun
  - Sjöbo församling
  - Blentarps församling
  - Lövestads församling
  - Vollsjö församling
- Hörby kommun
  - Hörby församling
  - Västerstads församling
- Höörs kommun
  - Höörs församling
  - Ringsjö församling (del av)
- Tomelilla kommun
  - Tomelillabygdens församling
  - Smedstorps församling
  - Brösarp-Tranås församling
- Bromölla kommun
  - Ivetofta-Gualövs församling
  - Näsums församling
- Osby kommun
  - Osby-Visseltofta församling
  - Örkeneds församling
  - Loshults församling
- Perstorps kommun
  - Perstorps församling
- Klippans kommun
  - Klippans församling
  - Riseberga-Färingtofta församling
  - Östra Ljungby församling
- Åstorps kommun
  - Björnekulla-Västra Broby församling
  - Kvidinge församling
- Båstads kommun
  - Båstad-Östra Karups församling
  - Förslöv-Grevie församling
  - Västra Karup-Hovs församling
  - Torekovs församling
- Malmö kommun
  - Malmö S:t Petri församling
  - Slottsstadens församling
  - Kirsebergs församling
  - Malmö S:t Pauli församling
  - Malmö S:t Johannes församling
  - Möllevången-Sofielunds församling
  - Limhamns församling
  - Fosie församling
  - Västra Skrävlinge församling
  - Husie och Södra Sallerups församling
  - Oxie församling
  - Hyllie församling
  - Eriksfälts församling
  - Kulladals församling
  - Bunkeflo församling
  - Tygelsjö-Västra Klagstorps församling
- Lunds kommun
  - Lunds domkyrkoförsamling
  - S:t Peters klosters församling
  - Lunds Allhelgonaförsamling
  - Norra Nöbbelövs församling
  - Södra Sandby församling
  - Dalby församling
  - Genarps församling
  - Veberöds församling
  - Helgeands församling
  - Lunds östra stadsförsamling
  - Torns församling
- Landskrona kommun
  - Landskrona församling (del av)
  - Häljarps församling
  - Kvistofta församling (del av)
- Helsingborgs kommun
  - Helsingborgs Maria församling
  - Helsingborgs Gustav Adolfs församling
  - Raus församling
  - Välinge-Kattarps församling
  - Allerums församling
  - Fleninge församling
  - Kropps församling
  - Landskrona församling (del av)
  - Kvistofta församling (del av)
  - Filborna församling
- Höganäs kommun
  - Höganäs församling
  - Väsby församling
  - Vikens församling
  - Brunnby församling
  - Farhult-Jonstorps församling
- Eslövs kommun
  - Eslövs församling
  - Östra Onsjö församling
  - Ringsjö församling (del av)
  - Reslöv-Östra Karaby församling
  - Löberöds församling
- Ystads kommun
  - Ystads församling
  - Ljunits församling
  - Stora Köpinge församling
  - Sövestadsbygdens församling
  - Löderups församling
- Trelleborgs kommun
  - Trelleborgs församling
  - Hammarlövs församling
  - Dalköpinge församling
  - Källstorps församling
  - Anderslövs församling
- Kristianstads kommun
  - Kristianstads Heliga Trefaldighets församling
  - Norra Åsums församling
  - Äsphults församling
  - Träne-Djurröds församling
  - Vä-Skepparslövs församling
  - Köpinge församling
  - Nosaby församling
  - Araslövs församling
  - Åhus församling
  - Bäckaskogs församling
  - Fjälkinge-Nymö församling
  - Gustav Adolf-Rinkaby församling
  - Degeberga församling
  - Västra och Östra Vrams församling
  - Linderöds församling
  - Vånga församling
  - Oppmanna församling
  - Everödsbygdens församling
- Simrishamns kommun
  - Simrishamns församling
  - Borrby-Östra Hoby församling
  - Stiby församling
  - Hammenhögs församling
  - S:t Olofs församling
  - Rörums församling
  - Kiviks församling
- Ängelholms kommun
  - Ängelholms församling
  - Munka Ljungby församling
  - Strövelstorps församling
  - Barkåkra församling
  - Hjärnarp-Tåstarps församling
- Hässleholms kommun
  - Hässleholms församling
  - Stoby församling
  - Vinslövs församling
  - Hästveda församling
  - Farstorps församling
  - Verums församling
  - Vittsjö församling
  - Norra Åkarps församling
  - Vankiva församling
  - Sösdala församling
  - Tyringe församling
  - Röke församling
  - Västra Torups församling

## Hallands län
- Hylte kommun
  - Torups församling
  - Kinnareds församling
  - Drängsereds församling
  - Långaryds församling
  - Färgaryds församling
  - Femsjö församling
  - Unnaryds församling
- Halmstads kommun
  - S:t Nikolai församling
  - Martin Luthers församling
  - Snöstorps församling
  - Oskarströms församling
  - Söndrum-Vapnö församling
  - Harplinge församling
  - Steninge församling
  - Getinge-Rävinge församling
  - Slättåkra-Kvibille församling
  - Enslövs församling
- Laholms kommun
  - Laholms församling
  - Hasslöv-Våxtorps församling
  - Skummeslövs församling
  - Hishults församling
  - Ränneslöv-Ysby församling
  - Knäreds församling
  - Veinge-Tjärby församling
- Falkenbergs kommun
  - Falkenbergs församling
  - Skrea församling
  - Susedalens församling
  - Stafsinge församling
  - Morups församling
  - Vinberg-Ljungby församling
  - Vessige församling
  - Okome församling
  - Gällareds församling
  - Krogsereds församling
  - Gunnarps församling
  - Fagereds församling
  - Källsjö församling
  - Ullareds församling
  - Älvsereds församling
- Varbergs kommun
  - Varbergs församling
  - Träslövs församling
  - Himledalens församling
  - Sibbarp-Dagsås församling
  - Tvååkers församling
  - Spannarps församling
  - Lindberga församling
  - Veddige-Kungsäters församling
  - Värö församling
  - Stråvalla församling
- Kungsbacka kommun
  - Kungsbacka-Hanhals församling
  - Tölö församling
  - Älvsåkers församling
  - Vallda församling
  - Släps församling
  - Frillesås församling
  - Landa församling
  - Ölmevalla församling
  - Gällinge församling
  - Idala församling
  - Fjärås-Förlanda församling
  - Onsala församling

## Västra Götalands län
- Härryda kommun
  - Härryda församling
  - Landvetters församling
  - Råda församling
  - Björketorps församling
- Partille kommun
  - Partille församling
  - Sävedalens församling
- Öckerö kommun
  - Öckerö församling
- Stenungsunds kommun
  - Norums församling
  - Ödsmåls församling
  - Spekeröd-Ucklums församling
  - Jörlanda församling
- Tjörns kommun
  - Valla församling
  - Stenkyrka församling
  - Rönnängs församling
  - Klövedals församling
- Orusts kommun
  - Tegneby församling
  - Röra församling
  - Stala församling
  - Långelanda församling
  - Myckleby församling
  - Torps församling
  - Morlanda församling
- Sotenäs kommun
  - Södra Sotenäs församling
  - Hunnebostrands församling
  - Tossene församling
- Munkedals kommun
  - Foss församling
  - Svarteborg-Bärfendals församling
  - Sörbygdens församling
- Tanums kommun
  - Tanums församling
  - Lurs församling
  - Naverstad-Mo församling
  - Kville församling
  - Fjällbacka församling
  - Bottna församling
  - Svenneby församling
- Dals-Eds kommun
  - Dals-Eds församling
- Färgelanda kommun
  - Färgelanda församling
  - Järbo-Råggärds församling
  - Rännelanda-Lerdals församling
  - Högsäters församling
- Ale kommun
  - Nödinge församling
  - Skepplanda-Hålanda församling
  - Starrkärr-Kilanda församling
- Lerums kommun
  - Lerums församling
  - Skallsjö församling
  - Stora Lundby församling
  - Östads församling
- Vårgårda kommun
  - Lena församling
  - Hols församling
  - Nårunga församling
  - Asklanda församling
  - Algutstorps församling
- Bollebygds kommun
  - Töllsjö församling
  - Bollebygds församling
- Grästorps kommun
  - Särestads församling
  - Flo församling
  - Tengene församling
  - Trökörna församling
  - Fridhems församling (del av)
- Essunga kommun
  - Fridhems församling (del av)
  - Främmestad-Bärebergs församling
  - Essunga församling
  - Lekåsa-Barne Åsaka församling
- Karlsborgs kommun
  - Karlsborgs församling
  - Breviks församling
  - Mölltorps församling
  - Undenäs församling
- Gullspångs kommun
  - Amnehärads församling
  - Hova-Älgarås församling (del av)
- Tranemo kommun
  - Tranemo församling
  - Ambjörnarps församling
  - Sjötofta församling
  - Mossebo församling
  - Södra Åsarps församling
  - Länghems församling
  - Månstads församling
  - Dalstorps församling
- Bengtsfors kommun
  - Ärtemarks församling
  - Laxarby-Vårviks församling
  - Torrskogs församling
  - Steneby-Tisselskogs församling
  - Bäcke-Ödskölts församling
- Melleruds kommun
  - Holms församling
  - Bolstads församling
  - Örs församling
  - Skålleruds församling
- Lilla Edets kommun
  - Fuxerna-Åsbräcka församling
  - Lödöse församling
  - Västerlanda församling
  - Hjärtums församling
- Marks kommun
  - Kinna församling
  - Örby-Skene församling
  - Sätila församling
  - Hyssna församling
  - Fritsla-Skephults församling
  - Västra Marks församling
  - Öxnevalla församling
  - Horreds församling
  - Istorps församling
  - Älekulla församling
  - Torestorps församling
  - Öxabäcks församling
- Svenljunga kommun
  - Svenljungabygdens församling
  - Holsljunga församling
  - Mjöbäcks församling
  - Kindaholms församling
  - Sexdrega församling (del av)
- Herrljunga kommun
  - Herrljunga landsbygdsförsamling
  - Herrljunga församling
  - Hudene församling
  - Östra Gäsene församling
  - Hovs församling
- Vara kommun
  - Vara församling
  - Levene församling
  - Ryda församling
  - Vedums församling
  - Larvs församling
  - Kvänums församling
- Götene kommun
  - Kleva-Sils församling
  - Götene församling
  - Ledsjö församling
  - Källby församling
  - Husaby församling
  - Kinnekulle församling
- Tibro kommun
  - Tibro församling
  - Ransbergs församling
- Töreboda kommun
  - Töreboda församling
  - Fredsberg-Bäcks församling
  - Fägre församling
  - Hova-Älgarås församling (del av)
- Göteborgs kommun
  - Domkyrkoförsamlingen i Göteborg
  - Nylöse församling
  - Kortedala församling
  - Härlanda församling
  - Göteborgs Vasa församling
  - Göteborgs Johannebergs församling
  - Göteborgs Annedals församling
  - Göteborgs Haga församling
  - Göteborgs Oscar Fredriks församling
  - Göteborgs Masthuggs församling
  - Göteborgs Carl Johans församling
  - Örgryte församling
  - Lundby församling
  - Backa församling
  - Högsbo församling
  - Västra Frölunda församling
  - Älvsborgs församling
  - Tynnereds församling
  - Tyska Christinae församling
  - Angereds församling
  - Bergums församling
  - Torslanda-Björlanda församling
  - Tuve-Säve församling
  - Bergsjöns församling
  - Göteborgs S:t Pauli församling
  - Gunnareds församling
  - Askims församling
  - Styrsö församling
  - Björkekärrs församling
  - Näsets församling
- Mölndals kommun
  - Fässbergs församling
  - Kållereds församling
  - Lindome församling
  - Stensjöns församling
- Kungälvs kommun
  - Kungälvs församling
  - Marstrands församling
  - Harestads församling
  - Torsby församling
  - Lycke församling
  - Ytterby församling
  - Romelanda församling
  - Kareby församling
  - Hålta församling
  - Solberga församling
- Lysekils kommun
  - Lysekils församling
  - Lyse församling
  - Skaftö församling
  - Bro församling
  - Brastads församling
- Uddevalla kommun
  - Uddevalla församling
  - Ljungskile församling
  - Bokenäsets församling
  - Herrestads församling
  - Lane-Ryrs församling
  - Bäve församling
- Strömstads kommun
  - Strömstads församling
  - Skee-Tjärnö församling
  - Idefjordens församling
- Vänersborgs kommun
  - Vänersborg och Väne-Ryrs församling
  - Gestads församling
  - Brålanda församling
  - Sundals-Ryrs församling
  - Frändefors församling
  - Vänersnäs församling
  - Västra Tunhems församling
- Trollhättans kommun
  - Trollhättans församling
  - Åsaka-Björke församling
  - Gärdhems församling
  - Upphärads församling
  - Fors-Rommele församling
  - Bjärke församling (del av)
  - Lextorps församling
  - Götalundens församling
- Alingsås kommun
  - Alingsås församling
  - Bjärke församling (del av)
  - Hemsjö församling
  - Ödenäs församling
- Borås kommun
  - Borås Caroli församling
  - Borås Gustav Adolfs församling
  - Brämhults församling
  - Rångedala församling
  - Äspereds församling
  - Toarps församling
  - Dannike församling
  - Sexdrega församling (del av)
  - Fristads församling
  - Bredareds församling
  - Sandhults församling
  - Seglora församling
  - Kinnarumma församling
- Ulricehamns kommun
  - Ulricehamns församling
  - Hällstads församling
  - Södra Vings församling
  - Åsundens församling
  - Hössna församling
  - Redvägs församling
  - Timmele församling
- Åmåls kommun
  - Åmåls församling
- Mariestads kommun
  - Mariestads församling
  - Ullervads församling
  - Lugnås församling
  - Lyrestads församling
- Lidköpings kommun
  - Lidköpings församling
  - Järpås församling
  - Kållands-Råda församling
  - Sunnersbergs församling
  - Sävare församling
  - Örslösa församling
- Skara kommun
  - Skara domkyrkoförsamling
  - Eggby-Öglunda församling
  - Varnhems församling
  - Axvalls församling
  - Ardala församling
- Skövde kommun
  - Skövde församling
  - Våmbs församling
  - Ryds församling
  - Skultorps församling
  - Sventorp-Forsby församling
  - Värsås-Varola-Vretens församling
  - Värings församling
  - Frösve församling
  - Bergs församling
  - Götlunda församling
- Hjo kommun
  - Hjo församling
  - Mofalla församling
  - Fågelås församling
  - Korsberga-Fridene församling
- Tidaholms kommun
  - Tidaholms församling
  - Hökensås församling
  - Fröjereds församling
  - Valstads församling
  - Varvs församling
- Falköpings kommun
  - Falköpings församling
  - Mössebergs församling
  - Floby församling
  - Kinneveds församling
  - Åslebygdens församling
  - Slöta-Karleby församling
  - Yllestads församling
  - Dala-Borgunda-Högstena församling
  - Stenstorps församling
  - Gudhems församling
  - Hornborga församling
  - Åsarps församling

## Värmlands län
- Kils kommun
  - Stora Kils församling
  - Frykeruds församling
  - Boda församling
- Eda kommun
  - Eda församling
  - Järnskog-Skillingmarks församling
  - Köla församling
- Torsby kommun
  - Fryksände församling
  - Lekvattnets församling
  - Vitsands församling
  - Östmarks församling
  - Övre Älvdals församling
- Storfors kommun
  - Storfors församling
- Hammarö kommun
  - Hammarö församling
- Munkfors kommun
  - Forshaga-Munkfors församling (del av)
- Forshaga kommun
  - Forshaga-Munkfors församling (del av)
- Grums kommun
  - Grums församling
  - Ed-Borgviks församling
  - Värmskogs församling
- Årjängs kommun
  - Silbodals församling
  - Silleruds församling
  - Holmedal-Karlanda församling
  - Blomskogs församling
  - Trankils församling
  - Västra Fågelviks församling
  - Töcksmarks församling
  - Östervallskogs församling
- Sunne kommun
  - Sunne församling
  - Västra Ämterviks församling
  - Östra Ämterviks församling
  - Gräsmarks församling
  - Lysviks församling
- Karlstads kommun
  - Karlstads domkyrkoförsamling
  - Norrstrands församling
  - Väse-Fågelviks församling
  - Alster-Nyedsbygdens församling
  - Grava församling
  - Nor-Segerstads församling
  - Västerstrands församling
- Kristinehamns kommun
  - Kristinehamns församling
  - Rudskoga församling
  - Visnums-Kils församling
  - Visnums församling
  - Ölme församling
- Filipstads kommun
  - Filipstads församling
- Hagfors kommun
  - Hagfors-Gustav Adolfs församling
  - Ekshärads församling
  - Norra Råda-Sunnemo församling
- Arvika kommun
  - Arvika Östra församling
  - Arvika Västra församling
  - Stavnäs-Högeruds församling
  - Glava församling
  - Gunnarskogs församling
  - Ny församling
  - Älgå församling
  - Mangskogs församling
  - Brunskogs församling
- Säffle kommun
  - Säffle församling
  - Tveta församling
  - Bro församling
  - Södra Värmlandsnäs församling
  - Ny-Huggenäs församling
  - Gillberga församling
  - Kila församling
  - Svanskogs församling
  - Långseruds församling

## Örebro län
- Lekebergs kommun
  - Knista församling
  - Edsbergs församling
- Laxå kommun
  - Ramundeboda församling
  - Finnerödja-Tiveds församling
  - Skagershults församling
- Hallsbergs kommun
  - Hallsbergs församling
  - Viby församling
  - Sköllersta församling
- Degerfors kommun
  - Degerfors-Nysunds församling
- Hällefors kommun
  - Hällefors-Hjulsjö församling
  - Grythyttans församling
- Ljusnarsbergs kommun
  - Ljusnarsbergs församling
- Örebro kommun
  - Örebro Nikolai församling
  - Örebro Olaus Petri församling
  - Längbro församling
  - Almby församling
  - Mosjö-Täby församling
  - Tysslinge församling
  - Axbergs församling
  - Lännäs församling
  - Askers församling
  - Stora Mellösa församling
  - Gällersta-Norrbyås församling
  - Glanshammars församling
  - Mikaels församling
  - Adolfsbergs församling
- Kumla kommun
  - Kumla församling
  - Hardemo församling
  - Ekeby församling
- Askersunds kommun
  - Askersunds församling
  - Lerbäcks församling
  - Snavlunda församling
  - Hammars församling
- Karlskoga kommun
  - Karlskoga församling
- Nora kommun
  - Nora bergslagsförsamling
- Lindesbergs kommun
  - Linde bergslags församling
  - Guldsmedshyttans församling
  - Näsby församling
  - Fellingsbro församling

## Västmanlands län
- Skinnskattebergs kommun
  - Skinnskatteberg med Hed och Gunnilbo församling
- Surahammars kommun
  - Sura församling
  - Ramnäs församling
- Kungsörs kommun
  - Kungsörs församling
- Hallstahammars kommun
  - Hallstahammar-Bergs församling
  - Kolbäck-Säby församling
- Norbergs kommun
  - Norberg-Karbennings församling
- Västerås kommun
  - Västerås domkyrkoförsamling
  - Västerås Lundby församling
  - Västerås Badelunda församling
  - Norrbo församling
  - Dingtuna-Lillhärads församling
  - Västerås-Barkarö församling
  - Kungsåra församling
  - Tillberga församling
  - Rytterne församling
  - Skerike-Gideonsbergs församling
  - Önsta församling
- Sala kommun
  - Sala församling
  - Västerfärnebo-Fläckebo församling
  - Norrby församling
  - Tärna församling
  - Kumla församling
  - Kila församling
  - Möklinta församling
- Fagersta kommun
  - Västanfors-Västervåla församling
- Köpings kommun
  - Köpingsbygdens församling
  - Malma församling
- Arboga kommun
  - Arbogabygdens församling

## Dalarnas län
- Vansbro kommun
  - Järna med Nås och Äppelbo församling
- Malung-Sälens kommun
  - Malungs församling
  - Lima-Transtrands församling
- Gagnefs kommun
  - Mockfjärds församling
  - Gagnefs församling
  - Floda församling
- Leksands kommun
  - Leksands församling
  - Djura församling
  - Åls församling
  - Siljansnäs församling
- Rättviks kommun
  - Rättviks församling
  - Boda församling
  - Ore församling
- Orsa kommun
  - Orsa församling
- Älvdalens kommun
  - Älvdalens församling
  - Idre-Särna församling
- Smedjebackens kommun
  - Norrbärke församling
  - Söderbärke församling
- Mora kommun
  - Mora församling
- Falu kommun
  - Falu Kristine församling
  - Grycksbo församling
  - Stora Kopparbergs församling
  - Aspeboda församling
  - Vika-Hosjö församling
  - Sundborns församling
  - Svärdsjö församling
  - Envikens församling
  - Bjursås församling
- Borlänge kommun
  - Stora Tuna församling
  - Torsångs församling
- Säters kommun
  - Säterbygdens församling
- Hedemora kommun
  - Hedemora-Garpenbergs församling
  - Husby församling
- Avesta kommun
  - Avesta församling
  - By församling
  - Folkärna församling
  - Grytnäs församling
- Ludvika kommun
  - Ludvika församling
  - Gränge-Säfsnäs församling

## Gävleborgs län
- Ockelbo kommun
  - Ockelbo församling
- Hofors kommun
  - Hofors församling
  - Torsåkers församling
- Ovanåkers kommun
  - Alfta-Ovanåkers församling
- Nordanstigs kommun
  - Ilsbo församling
  - Harmånger-Jättendals församling
  - Gnarps församling
  - Bergsjö församling
  - Hassela församling
- Ljusdals kommun
  - Ljusdal-Ramsjö församling
  - Los-Hamra församling
  - Färila-Kårböle församling
  - Järvsö församling
- Gävle kommun
  - Gävle Heliga Trefaldighets församling
  - Gävle Staffans församling
  - Hamrånge församling
  - Hedesunda församling
  - Hille församling
  - Valbo församling
  - Gävle Maria församling
  - Bomhus församling
- Sandvikens kommun
  - Sandvikens församling
  - Ovansjö församling
  - Järbo församling
  - Årsunda-Österfärnebo församling
- Söderhamns kommun
  - Söderhamns församling
  - Sandarne församling
  - Skogs församling
  - Ljusne församling
  - Söderala församling
  - Mo-Bergviks församling
  - Norrala-Trönö församling
- Bollnäs kommun
  - Bollnäs församling
  - Rengsjö församling
  - Hanebo-Segersta församling
  - Arbrå-Undersviks församling
- Hudiksvalls kommun
  - Hudiksvall-Idenors församling
  - Hälsingtuna-Rogsta församling
  - Enånger-Njutångers församling
  - Delsbo församling
  - Bjuråker-Norrbo församling
  - Forsa-Högs församling

## Västernorrlands län
- Ånge kommun
  - Borgsjö-Haverö församling
  - Torps församling
- Timrå kommun
  - Timrå församling
  - Ljustorps församling
  - Hässjö församling
  - Tynderö församling
- Härnösands kommun
  - Härnösands domkyrkoförsamling
  - Högsjö församling
  - Häggdångers församling
  - Stigsjö församling
  - Viksjö församling
  - Säbrå församling
  - Hemsö församling
- Sundsvalls kommun
  - Sundsvalls Gustav Adolfs församling
  - Skönsmons församling
  - Sköns församling
  - Alnö församling
  - Sättna församling
  - Selångers församling
  - Stöde församling
  - Tuna församling
  - Attmar församling
  - Njurunda församling
  - Indals församling
  - Holms församling
  - Lidens församling
- Kramfors kommun
  - Gudmundrå församling
  - Nora-Skogs församling
  - Nordingrå församling
  - Vibyggerå församling
  - Ullångers församling
  - Bjärtrå församling
  - Styrnäs församling
  - Dals församling
  - Torsåkers församling
  - Ytterlännäs församling
- Sollefteå kommun
  - Sollefteå församling
  - Multrå-Sånga församling
  - Graninge församling
  - Långsele församling
  - Eds församling
  - Resele församling
  - Helgums församling
  - Ådals-Lidens församling
  - Junsele församling
  - Boteå församling
  - Överlännäs församling
  - Ramsele-Edsele församling
- Örnsköldsviks kommun
  - Örnsköldsviks församling
  - Arnäs församling
  - Anundsjö församling
  - Skorpeds församling
  - Sidensjö församling
  - Nätra församling
  - Själevads församling
  - Mo församling
  - Grundsunda församling
  - Gideå församling
  - Björna församling
  - Trehörningsjö församling

## Jämtlands län
- Ragunda kommun
  - Ragunda församling
  - Fors församling
  - Borgvattnets församling
  - Stuguns församling
- Bräcke kommun
  - Bräcke-Nyhems församling
  - Hällesjö-Håsjö församling
  - Revsund, Sundsjö, Bodsjö församling
- Krokoms kommun
  - Rödöns församling
  - Näskotts församling
  - Aspås församling
  - Ås församling
  - Föllingebygdens församling
  - Offerdals församling
  - Alsens församling
- Strömsunds kommun
  - Ström-Alanäs församling
  - Gåxsjö församling
  - Hammerdals församling
  - Frostvikens församling
  - Fjällsjö församling
  - Bodums församling
  - Tåsjö församling
- Åre kommun
  - Åre församling
  - Västra Storsjöbygdens församling
  - Kalls församling
  - Undersåkers församling
- Bergs kommun
  - Bergs församling
  - Hackås församling
  - Oviken-Myssjö församling
  - Hedebygdens församling (del av)
  - Åsarne församling
  - Rätan-Klövsjö församling
- Härjedalens kommun
  - Svegsbygdens församling
  - Hedebygdens församling (del av)
  - Tännäs-Ljusnedals församling
  - Ytterhogdal, Överhogdal och Ängersjö församling
- Östersunds kommun
  - Östersunds församling
  - Frösö församling
  - Sunne församling
  - Näs församling
  - Lockne församling
  - Marieby församling
  - Brunflo församling
  - Häggenås-Lit-Kyrkås församling
  - Norderö församling

## Västerbottens län
- Nordmalings kommun
  - Nordmalings församling
- Bjurholms kommun
  - Bjurholms församling
- Vindelns kommun
  - Vindelns församling
- Robertsfors kommun
  - Bygdeå församling
- Norsjö kommun
  - Norsjö församling
- Malå kommun
  - Malå församling
- Storumans kommun
  - Stensele församling
  - Tärna församling
- Sorsele kommun
  - Sorsele församling
- Dorotea kommun
  - Dorotea-Risbäcks församling
- Vännäs kommun
  - Vännäs församling
- Vilhelmina kommun
  - Vilhelmina församling
- Åsele kommun
  - Åsele-Fredrika församling
- Umeå kommun
  - Umeå stadsförsamling
  - Umeå landsförsamling
  - Tavelsjö församling
  - Tegs församling
  - Ålidhems församling
  - Holmsunds församling
  - Hörnefors församling
  - Sävar-Holmöns församling
  - Umeå Maria församling
- Lycksele kommun
  - Lycksele församling
- Skellefteå kommun
  - Skellefteå S:t Olovs församling
  - Skellefteå S:t Örjans församling
  - Bureå församling
  - Skellefteå landsförsamling
  - Jörn-Bolidens församling
  - Kågedalens församling
  - Byske-Fällfors församling
  - Lövångers församling
  - Burträsks församling

## Norrbottens län
- Arvidsjaurs kommun
  - Arvidsjaurs församling
- Arjeplogs kommun
  - Arjeplogs församling
- Jokkmokks kommun
  - Jokkmokks församling
- Överkalix kommun
  - Överkalix församling
- Kalix kommun
  - Nederkalix församling
  - Töre församling
- Övertorneå kommun
  - Övertorneå församling
- Pajala kommun
  - Pajala församling
- Gällivare kommun
  - Gällivare församling
  - Malmbergets församling
- Älvsbyns kommun
  - Älvsby församling
- Luleå kommun
  - Luleå domkyrkoförsamling
  - Nederluleå församling
  - Råneå församling
- Piteå kommun
  - Hortlax församling
  - Piteå församling
  - Norrfjärdens församling
- Bodens kommun
  - Överluleå församling
  - Gunnarsbyns församling
  - Edefors församling
  - Sävasts församling
- Haparanda kommun
  - Haparanda församling
- Kiruna kommun
  - Jukkasjärvi församling
  - Vittangi församling
  - Karesuando församling